# John J. Hennessey

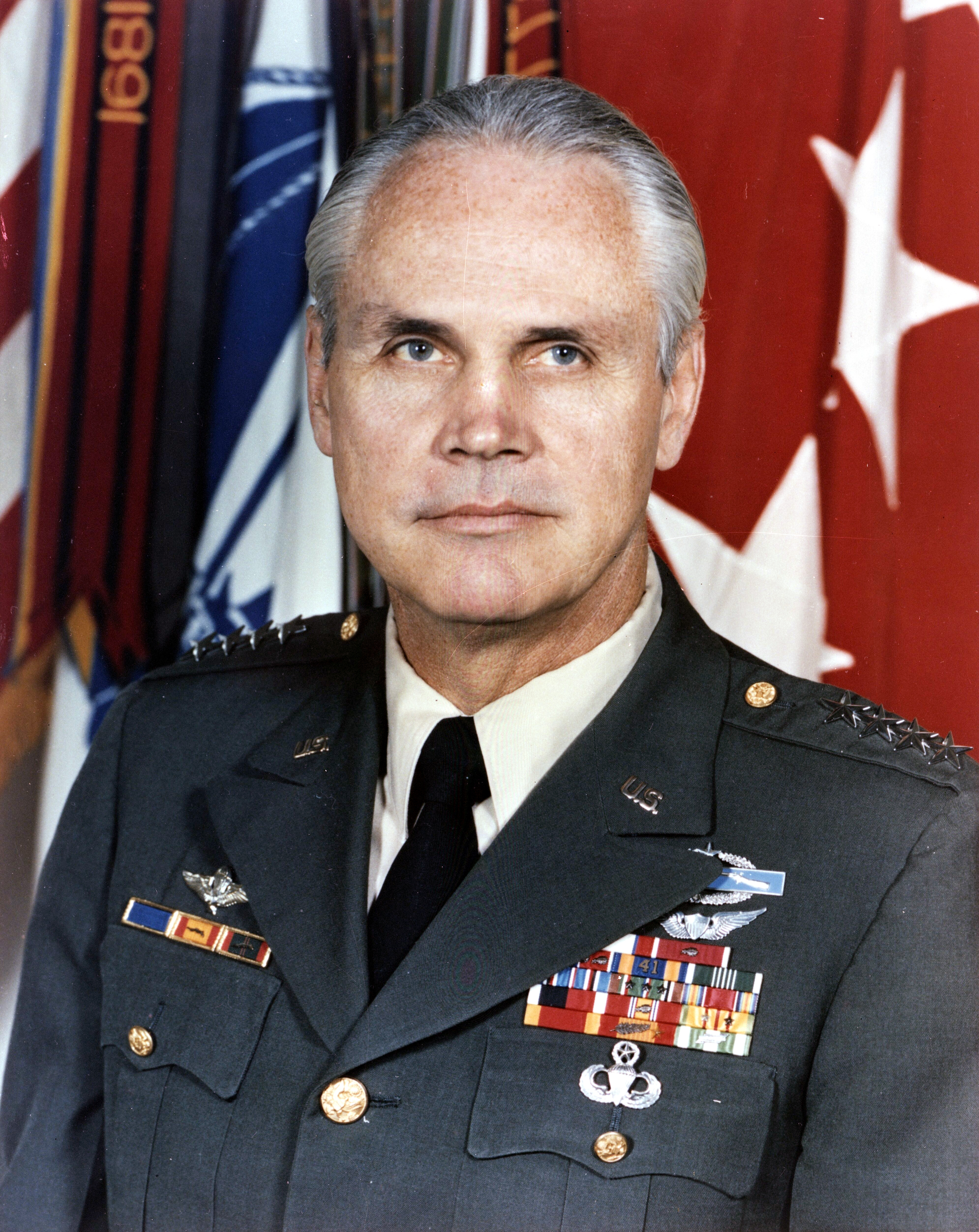
John J. Hennessey (1974)

John Joseph Timothy Hennessey (* 20. August 1921 in Chicago, Illinois; † 20. März 2001 in Tampa, Hillsborough County, Florida) war ein Vier-Sterne-General der United States Army.  
John Hennessey besuchte die öffentlichen Schulen seiner Heimat, einschließlich der Highschool. Anschließend studierte er drei Jahre lang an der Saint Mary’s University of Minnesota. Danach durchlief er die United States Military Academy in West Point. Nach seiner Graduation im Jahr 1944 wurde er als Leutnant der Infanterie zugeteilt. In der Armee durchlief er anschließend alle Offiziersränge vom Leutnant bis zum Vier-Sterne-General.
In der Endphase des Zweiten Weltkriegs war er als Zugführer auf dem europäischen Kriegsschauplatz eingesetzt. Danach absolvierte er den für Offiziere in den niederen Rangstufen üblichen Dienst in verschiedenen Einheiten und Standorten. Während des Koreakriegs war er Stabsoffizier beim I. Korps. Später war er Bataillonskommandeur bei der 11. Luftlandedivision. Mitte der 1960er Jahre wurde Hennessey im Vietnamkrieg eingesetzt, wo er eine Brigade dieser Division kommandierte.
Ab August 1967 war er Stabsoffizier beim Chief of Staff of the Army. Dort leitete er die Abteilung Task Group on Army Preparedness in Civil Disturbance Matters. Anschließend gehörte er zunächst dem Stab der 82. Luftlandedivision an. Dann übernahm er von Mai 1970 bis Februar 1971 als Generalmajor das Kommando über die 101. Luftlandedivision. Dabei war er mit seiner Division erneut im Vietnamkrieg eingesetzt, wo seine Einheit an schweren Kämpfen beteiligt war.
Nach seiner Rückkehr in die Vereinigten Staaten wurde John Hennessey zum Generalleutnant befördert und zum Kommandeur von Fort Leavenworth und der dort ansässigen Schulen, wozu auch das Command and General Staff College gehörte, ernannt. Dieses Kommando bekleidete er von Juli 1971 bis August 1973. In den folgenden Monaten bis Anfang 1974 war er kommissarischer Kommandeur der 5. Armee. Im Jahr 1974 erfolgte seine Beförderung zum Vier-Sterne-General und seine Ernennung zum Befehlshaber des United States Readiness Commands, das auch unter dem Namen United States Strike Command bekannt ist. Das Hauptquartier befand sich auf der MacDill Air Force Base bei Tampa in Florida. Dieses Amt bekleidete er bis zum Jahr 1979. Anschließend schied er aus dem aktiven Militärdienst aus.
John Hennessey verbrachte seinen Lebensabend in Tampa, wo er unter anderem Kurator der dortigen Universität war. Außerdem gehörte er dem Vorstand der Tampa Bay Area Research and Development Authority an, einer Forschungsanstalt der University of South Florida. Er starb am 20. März 2001 an einem Schlaganfall und wurde auf dem Myrtle Hill Memorial Park Friedhof in Tampa beigesetzt. 

## Orden und Auszeichnungen
John Hennessey erhielt im Lauf seiner militärischen Laufbahn unter anderem folgende Auszeichnungen:
- Defense Distinguished Service Medal
- Army Distinguished Service Medal
- Legion of Merit
- Bronze Star Medal
- Air Medal
- Combat Infantryman Badge
- Army Aviators Badge
- Master Parachutist's Badge